# 4. dragonski polk (Avstro-Ogrska)
Za druge 4. polke glejte 4. polk.
4. dragonski polk (izvirno nemško Oberösterreichisches Dragoner Regiment »Kaiser Ferdinand I.« Nr. 4; dobesedno slovensko: Zgornjoavstrijski dragonski polk »Cesar Ferdinand I.« št. 4) je bil konjeniški polk k.u.k. Heera.

## Zgodovina
Polk je bil ustanovljen leta 1672. 

### Prva svetovna vojna
Polkovna narodnostna sestava leta 1914 je bila sledeča: 99% Nemcev in 1% drugih.
Naborni okraj polka je bil v Innsbrucku, pri čemer so bile polkovne enote garnizirane sledeče: Enns (štab in I. divizion) in Wels (II. divizion).

## Poveljniki polka
- 1859: Ludwig Hohenlohe-Langenburg[5]
- 1879: Eduard Paar[6]
- 1908: Alexander Petschig[7]
- 1914: Viktor Sessler von Herzinger[8]